# Burmistrzowie Bierutowa

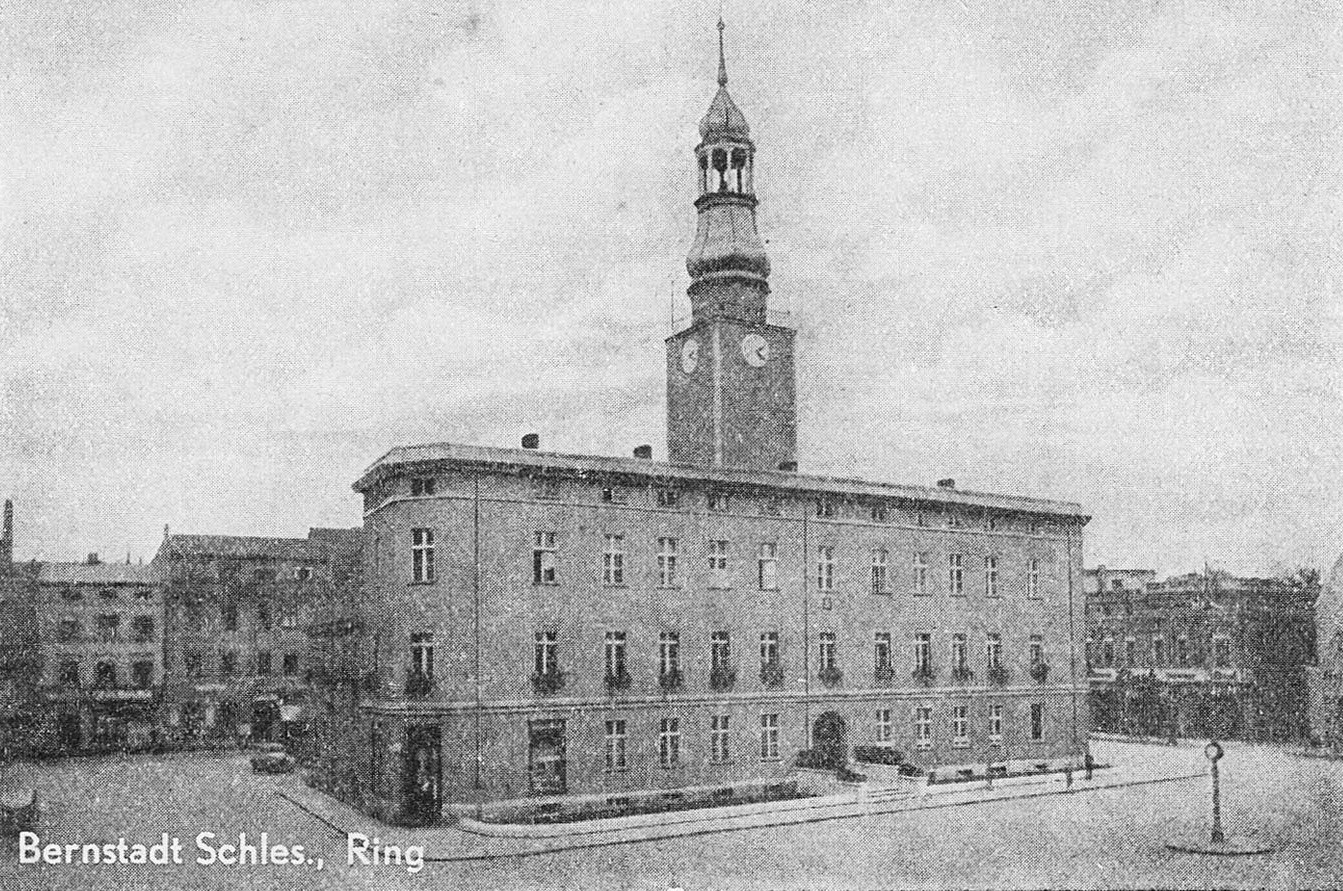
Ratusz w Bierutowie – historyczna siedziba Burmistrzów Bierutowa

Burmistrz Bierutowa (do 1945 niem. Bürgermeister von Bernstadt) – najwyższy organ zarządczy i przedstawiciel Miasta Bierutów. 
Współcześnie jednoosobowy organ wykonawczy Miasta i Gminy Bierutów. Kieruje on pracą Urzędu Miejskiego w Bierutowie oraz zarządza Miastem i Gminą w bieżących sprawach, przygotowuje projekty uchwał Rady Miejskiej oraz budżetu, a także czuwa nad jego wykonaniem. Wykonuje obowiązki szefa Obrony cywilnej. Jest najwyższym przedstawicielem Miasta. Od 2002 r. jest wybierany przez ogół mieszkańców w bezpośrednich wyborach powszechnych.

## Poczet Burmistrzów Bierutowa
| Imię i nazwisko                                                             | zdjęcie | lata urzędowania | Państwo, w którego strukturze znajdował się Bierutów |
| --------------------------------------------------------------------------- | ------- | ---------------- | ---------------------------------------------------- |
| Petrus Gebhardt                                                             |         | około 1370       | księstwo oleśnickie                                  |
| Simon Hau                                                                   |         | około 1558       | księstwo bierutowskie                                |
| Melchior Bartsch                                                            |         | około 1620       | księstwo bierutowskie                                |
| Georg Keller                                                                |         | 1624–1629        | księstwo bierutowskie                                |
| Georg Weiß von Weißenfels                                                   |         | 1630–1636        | księstwo bierutowskie                                |
| Wilhelm Weiß von Weißenfels                                                 |         | 1637-1671        | księstwo bierutowskie                                |
| Johannes Tschepe                                                            |         | 1671–1679        | księstwo bierutowskie                                |
| Karl Heinrich                                                               |         | 1680–1691        | księstwo bierutowskie                                |
| Gottfried Peuker                                                            |         | 1691–1696        | księstwo bierutowskie                                |
| Ephraim Gosky                                                               |         | 1696–1707        | księstwo bierutowskie                                |
| Gottfried Tschirner                                                         |         | 1707–1718        | księstwo bierutowskie                                |
| Georg Leonhardi                                                             |         | 1718–1737        | księstwo bierutowskie                                |
| Wilhelm Heinzelmann                                                         |         | 1737–1741        | księstwo bierutowskie                                |
| Christian Reimann                                                           |         | 1741–1771        | księstwo oleśnickie                                  |
| Benjamin Wiebmer                                                            |         | 1771–1802        | księstwo oleśnickie                                  |
| Ephraim Buckisch                                                            |         | 1802–1807        | księstwo oleśnickie                                  |
| Christian Fickert                                                           |         | 1807–1814        | księstwo oleśnickie                                  |
| Ferdinand Wiebmer                                                           |         | 1814–1818        | księstwo oleśnickie                                  |
| Gustav Pfeifer                                                              |         | 1818–1829        | księstwo oleśnickie                                  |
| Graf Mettich                                                                |         | 1829–1834        | księstwo oleśnickie                                  |
| Wilhelm Basset                                                              |         | 1834–1852        | księstwo oleśnickie                                  |
| Hermann Gleiß                                                               |         | 1852–1854        | księstwo oleśnickie                                  |
| Hans Friedrich von Hippel                                                   |         | 1854–1861        | księstwo oleśnickie                                  |
| Friedrich Fabricius                                                         |         | 1862–1884        | księstwo oleśnickie                                  |
| Hugo Kronisch                                                               |         | 1884–1893        | Królestwo Prus                                       |
| Gustav Schmiedigen                                                          |         | 1893–1899        | Królestwo Prus                                       |
| Georg Schneider                                                             |         | 1899–1901        | Królestwo Prus                                       |
| Alfred Herrmann                                                             |         | 1901–1909        | Królestwo Prus                                       |
| Julius Herrmann                                                             |         | 1909–1919        | Królestwo Prus                                       |
| Oskar Wasner                                                                |         | 1919–1931        | Republika Weimarska                                  |
| Fritz Kubatz                                                                |         | 1932–1934        | Rzesza Niemiecka                                     |
| Richard Hoffmann                                                            |         | 1934–1938        | Rzesza Niemiecka                                     |
| Otto Oettinghaus                                                            |         | 1938–1939        | Rzesza Niemiecka                                     |
| Friedrich Schultze                                                          |         | 1939–1945        | Rzesza Niemiecka                                     |
| Roman Wawrzesiński                                                          |         | 1945–1946        | Polska Rzeczpospolita Ludowa                         |
| Tadeusz Krupiński                                                           |         | 1946–1949        | Polska Rzeczpospolita Ludowa                         |
| Leon Malinowski                                                             |         | ?                | Polska Rzeczpospolita Ludowa                         |
| Paweł Świątek                                                               |         | ?                | Polska Rzeczpospolita Ludowa                         |
| Marzec                                                                      |         | ?                | Polska Rzeczpospolita Ludowa                         |
| Mieczysław Flak                                                             |         | 1953-1955        | Polska Rzeczpospolita Ludowa                         |
| Kazimierz Szczęsny                                                          |         | 1955–1959        | Polska Rzeczpospolita Ludowa                         |
| Piotr Bieńkowski                                                            |         | 1959–1963        | Polska Rzeczpospolita Ludowa                         |
| Stanisław Kisiel                                                            |         | 1964–1972        | Polska Rzeczpospolita Ludowa                         |
| Jan Szewczyk                                                                |         | 1973–1976        | Polska Rzeczpospolita Ludowa                         |
| Tadeusz Słomka                                                              |         | 1976–1981        | Polska Rzeczpospolita Ludowa                         |
| Zygmunt Fedyk                                                               |         | 1981–1990        | Polska Rzeczpospolita Ludowa                         |
| Bogdan Smolarczyk                                                           |         | 1990–1992        | Rzeczpospolita Polska                                |
| Andrzej Wojtkowiak                                                          |         | 1992–1997        | Rzeczpospolita Polska                                |
| Edward Puk                                                                  |         | 1998             | Rzeczpospolita Polska                                |
| Włodzimierz Kubiak                                                          |         | 1998–2002        | Rzeczpospolita Polska                                |
| Burmistrzowie wybrani w bezpośrednich demokratycznych wyborach powszechnych |         |                  | Rzeczpospolita Polska                                |
| Roman Kazimierski                                                           |         | 2002–2004        | Rzeczpospolita Polska                                |
| Grzegorz Michalak                                                           |         | 2004–2006        | Rzeczpospolita Polska                                |
| Władysław Bogusław Kobiałka                                                 |         | 2006-2018        | Rzeczpospolita Polska                                |
| Piotr Sawicki                                                               |         | od 2018          | Rzeczpospolita Polska                                |

## Zastępcy Burmistrzów Bierutowa po 1990
| Lata        | Zastępca Burmistrza | Burmistrz                   |
| ----------- | ------------------- | --------------------------- |
| 1990 – 1992 | Edward Puk          | Bogdan Smolarczyk           |
| 1992 – 1997 | Edward Puk          | Andrzej Wojtkowiak          |
| 1998        | Teresa Drogi        | Edward Puk                  |
| 1998 - 2002 | Czesław Teleszko    | Włodzimierz Kubiak          |
| 2002 - 2004 | Grzegorz Michalak   | Roman Kazimierski           |
| 2004 - 2006 | Andrzej Wróblewski  | Grzegorz Michalak           |
| 2006 - 2018 | Andrzej Czechowski  | Władysław Bogusław Kobiałka |
| 2018 - 2019 | vacat               | Piotr Sawicki               |
| od 2019     | Rafał Nowowiejski   | Piotr Sawicki               |

## Tytułowanie Burmistrzów Bierutowa
| Obowiązujący tytuł                      | Lata       |
| --------------------------------------- | ---------- |
| Bürgermeister (Burmistrz)               | przed 1945 |
| Burmistrz                               | 1945–1950  |
| Przewodniczący Prezydium Rady Narodowej | 1950–1972  |
| Naczelnik                               | 1973–1990  |
| Burmistrz                               | od 1990    |

## Ślubowanie Burmistrza Bierutowa

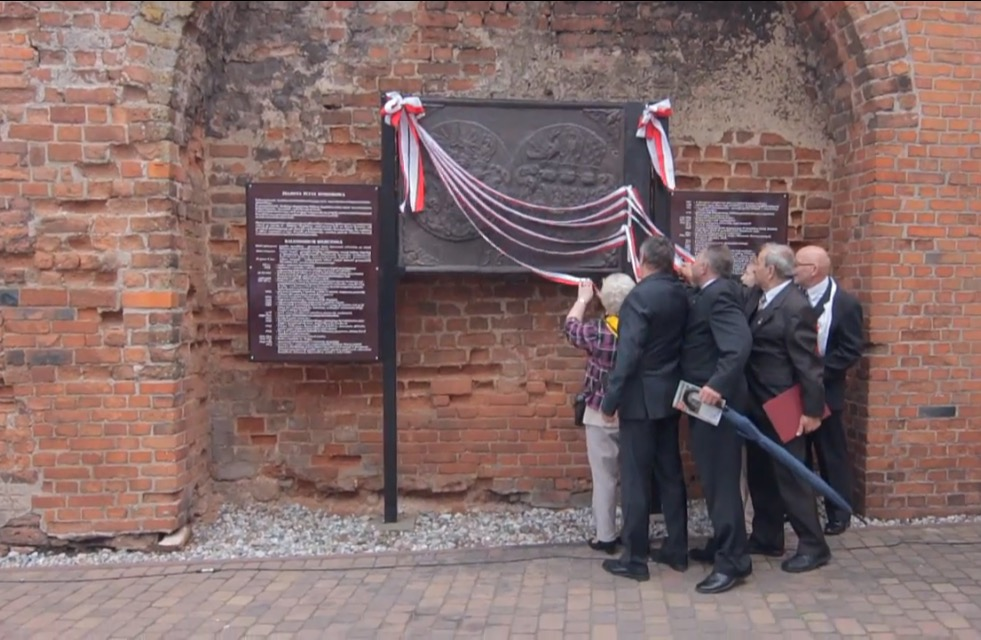
Trzech Burmistrzów odsłaniających Tablicę Podiebradów przy Zamku Książęcym: (od prawej kolejno) Andrzej Wojtkowiak, Zygmunt Fedyk i Grzegorz Michalak

Na podstawie art. 29a Ustawy z dnia 8 marca 1990 r. o samorządzie gminnym (Dz.U. 1990 Nr 16 poz. 95) objęcie obowiązków Burmistrza Bierutowa następuje z chwilą złożenia wobec Rady Miejskiej ślubowania o następującej treści: 
„Obejmując urząd Burmistrza Bierutowa, uroczyście ślubuję, że dochowam wierności prawu, a powierzony mi urząd sprawować będę tylko dla dobra publicznego i pomyślności mieszkańców Bierutowa.” Ślubowanie może być złożone z dodaniem zdania: „Tak mi dopomóż Bóg.”.

## Zadania Burmistrza Bierutowa

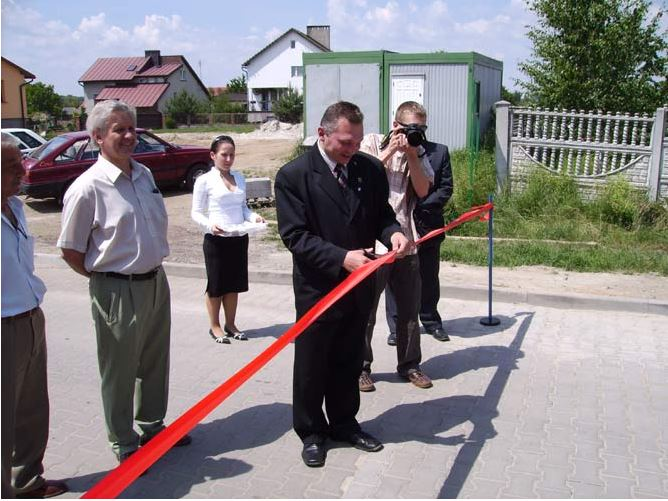
Burmistrz Bierutowa Grzegorz Michalak otwierający w 2006 ulice: Wodną, oraz Witosa - pierwszą miejską inwestycję ukończoną z wykorzystaniem środków z Unii Europejskiej

Do zadań Burmistrza, zgodnie z § 72 oraz § 74 Statutu Miasta i Gminy Bierutów, należy w szczególności:
1. Reprezentowanie miasta i gminy na zewnątrz,
2. Zgłaszanie Radzie wniosków w sprawie kandydatur na stanowiska skarbnika,
3. Kierowanie bieżącymi pracami miasta i gminy,
4. Kierowanie pracą Urzędu Miejskiego,
5. Współdziałanie z organami jednostek pomocniczych (sołectwa),
6. Ogłaszanie budżetu gminy i sprawozdania z jego wykonania,
7. Podejmowanie czynności należących do kompetencji w sprawach niecierpiących zwłoki, związanych bezpośrednio z zagrożeniem gminy, nie dotyczy to zarządzeń pomocniczych (art. 41 ust. 2 ustawy o samorządzie gminnym Dz. U. z 2001 r. nr 142, poz. 1591 ze zm.),
8. Przedstawianie do zatwierdzenia na najbliższej sesji Rady czynności, o których mowa w pkt 7. W przypadku odmowy zatwierdzenia przez Radę bądź nie przedstawienia do zatwierdzenia na najbliższej sesji Rady, czynności tracą moc, przy czym Rada określa termin utraty mocy obowiązującej,
9. Nawiązywanie i rozwiązanie z pracownikami samorządowymi stosunków pracy na podstawie umowy o pracę, mianowania i powołania,
10. Wykonywanie innych czynności wynikających z przepisów szczególnych oraz funkcji kierownika Urzędu,
11. Wykonywanie obowiązków szefa obrony cywilnej na terenie miasta i gminy,
12. Wykonywanie uchwał i zadań gminy określonych przepisami prawa,
13. Przygotowywanie wszelkich spraw, o których stanowi Rada,
14. Informowanie Rady i mieszkańców gminy o założeniach projektu budżetu, kierunkach programowych i wykonaniu budżetu,
15. Podejmowanie decyzji o wszczęciu sporu lub rezygnacji ze sporów sądowych oraz ustalanie warunków ugody w postępowaniu sądowym,
16. Wydawanie zarządzeń o przeniesieniu wydatków z rezerw budżetowych zgodnie z planowanym przeznaczeniem wydatków,
17. Wydawanie zarządzeń o zaskarżeniu rozstrzygnięć organów nadzoru dotyczących zarządzeń Burmistrza,
18. Rozpatrywanie ofert przy przetargach publicznych ogłaszanych przez gminę w myśl zasad ustalonych przez gminę oraz przepisów szczególnych,
19. Udzielanie kierownikom jednostek organizacyjnych, pozostających w strukturze gminy pełnomocnictwa do zarządzania mieniem tych jednostek oraz udzielanie zgody kierownikom tych jednostek na czynności przekraczające zakres pełnomocnictwa,
20. Określanie zakresu, w jakim może powierzyć sekretarzowi prowadzenie spraw gminy w swoim imieniu.

## Siedziby Burmistrzów Bierutowa
| lata           | zdjęcie obiektu | lokalizacja                      |
| -------------- | --------------- | -------------------------------- |
| przed 1945     |                 | Ratusz (Rynek)                   |
| 1945 – obecnie |                 | Urząd Miejski (ul. Moniuszki 12) |

## Insygnia Burmistrza Bierutowa
Zwyczajowo insygnia Burmistrzów Bierutowa stanowią oznaki władzy w postaci: łańcucha z herbem Bierutowa oraz pieczęci, a także odznaka z herbem Miasta. Stosowanie przez Burmistrzów Bierutowa łańcucha z herbem Miasta zapoczątkowane zostało jeszcze przed II wojną światową. Ma go na sobie Burmistrz Richard Hoffmann (sprawujący Urząd w latach 1934 - 1938) na oficjalnej fotografii portretowej. Przedwojenny łańcuch zaginął w czasie wojny i po II wojnie światowej wykonana została jego nowa wersja. Pieczęć używana jest na dokumentach magistratu. Natomiast odznaka z herbem Bierutowa zwyczajowo noszona jest przez Burmistrzów Bierutowa na co dzień - wpięta w klapę garnituru.

## Statystyki i ciekawostki
- Przez 753 lata historii Miasta, urzędowało 54 Burmistrzów Bierutowa (historycznie udokumentowanych)[1] (stan na rok 2019)
- Najkrócej urzędującym burmistrzem był Edward Puk – 68 dni[3], natomiast najdłużej Benjamin Wiebmer – 31 lat[1]
- Jedynymi osobami, które sprawowały zarówno urząd Burmistrza Bierutowa, jak i Zastępcy Burmistrza byli Edward Puk oraz Grzegorz Michalak[3]
- W latach 1630–1679 urząd Burmistrza Bierutowa sprawowali bezpośrednio po sobie ojciec i syn – Georg Weiß von Weißenfels i następnie jego syn Wilhelm Weiß von Weißenfels[1]
- Oskar Wasner po zakończeniu sprawowania urzędu Burmistrza Bierutowa pełnił mandat członka Rady Powiatowej (Angehöriger des Kreistages)[7]
- Burmistrz Bierutowa Richard Hoffmann był rentierem i właścicielem młyna w Bierutowie sąsiadującego z Zamkiem Książęcym, mieszkał w willi przy ówczesnej Mühlenstrasse 3 (dzisiejsza ul. Młyńska 3)[8][7]